# Ince Castle
Ince Castle er en herregård, der ligger omkring 5 km fra Saltash i Cornwall, England. Den blev opført i 1642, ved begyndelsen af den engelske borgerkrig, og den blev erobret i 1646. Huset har fire tårne i tre etager med vægge, som er 1,2 m tykke i bunden.
I 1850'erne blev ejendommen solgt og lejet som et landbrug, hvilket sled bygningen meget, og omkring år 1900 var helt dækket af efeu. I 1988 brændte det, og er aldrig blevet genopbygget.
Det er en listed building af første grad.